# 1.ª edición de Los Metro
La 1.ª edición de Los Metro se celebró el 28 de agosto de 2018 en el Teatro de la Ciudad Esperanza Iris para reconocer el teatro mexicano de la temporada 2017-18. Fue conducido por Chumel Torres y se transmitió en MVS TV y digitalmente mediante YouTube.
El musical que lideró las nominaciones fue Les Misérables con 14, mientras que la obra con más nominaciones fue Emilia y su Globo Rojo, con 8. Pablo Chemor fue la persona más nominada de esta edición, con tres de las cinco nominaciones a Mejor composición musical original para una obra.

## Ceremonia
Antes del inicio formal de la entrega el Presidente de la Academia Metropolitana de Teatro, Sergio Villegas, entregó el Reconocimiento al Teatro de la Ciudad Esperanza Iris y realizó una serie de agradecimientos a los nueve miembros del consejo técnico, a los 20 miembros del jurado, los 201 actores que se presentarían en los números musicales de la noche y sus respectivos productores, los 43 coordinadores de talento voluntarios, los 20 usuarios que más obras calificaron mediante la aplicación, los presentadores de los galardones, al equipo de Los Metro, y a todas las obras inscritas.  

## Números musicales
1. El Teatro es Para Ti - Chumel Torres, Andrés Elvira, Diana Bovio, Diego Medel, José Luis Rodríguez “Guana”, Iker Madrid, Majo Pérez, María Elisa Gallegos, Mauricio Hernández, Michelle Rodríguez, Paola Gómez, Ro Urquidi y Sergio Barberi.
2. Vaselina/Iremos Juntos - Compañía de Vaselina.
3. Castillos / El Me Mintió/Mentiras/ De qué te vale fingir/Fotografía  - Compañía de Mentiras el Musical: Alicia Paola, Dalilah Polanco, Gaby Albo, Lorena de la Garza, Majo Pérez, María Chacón, Paola Gómez, Reyna López.
4. In Memoriam: Se ha ido - Teté Espinoza y Adrián Vázquez (Wenses y Lala).
5. Bule Bule/Edi Edi/Popotitos/La Chica Yeye/Despeinada - Compañía de Bule Bule, el show: Mario Sepúlveda, Majo Pérez, Natalia Santiel, Gaby Albo, Diego Medel, Luis Carlos Villarreal, Ro Urquidi y José Luis Rodríguez “Guana”.
6. Mundo de Gigantes - Paloma Cordero (El Último Teatro del Mundo).
7. Nos Miran Las Estrellas/Expresar tu Sentir/Brillar/Electricidad - Compañía de Billy Elliot.
8. Un Día Más - Daniel Diges, Clara Verdier, Agustín Arguello, Dai Liparoti, Andrés Elvira, Nando Pradho, Sergio Carranza, Michelle Rodríguez, y la compañía de Les Misérables.
9. El Mundo del Teatro es Para Ti (Final) - Chumel Torres, Luis Gerardo Méndez, Andrés Elvira, Diana Bovio, Diego Medel, Iker Madrid, José Luis Rodríguez “Guana”, Majo Pérez, María Elisa Gallegos, Mauricio Hernández, Michelle Rodríguez, Paola Gómez, Ro Urquidi y Sergio Barberi.

## Premios no competitivos
Premios Metro especiales fueron otorgados a:
- Teatro de la Ciudad Esperanza Iris - Reconocimiento por sus 100 años. Recibió el galardón Ángel Ancona.

Este fue el primer premio presentado en la historia de Los Metro y fue entregado simbólicamente a los técnicos del teatro. 
- Alejandro Luna (escenógrafo) - Premio a la trayectoria

- Datos: Q115798654